# Sumenep (ort i Indonesien)
Sumenep är en ort i Indonesien.   Den ligger i provinsen Jawa Timur, i den västra delen av landet, 800 km öster om huvudstaden Jakarta. Sumenep ligger 4 meter över havet och antalet invånare är 84 656. Den ligger på ön Madura.
Terrängen runt Sumenep är platt. Runt Sumenep är det mycket tätbefolkat, med 2 181 invånare per kvadratkilometer. Sumenep är det största samhället i trakten. Omgivningarna runt Sumenep är en mosaik av jordbruksmark och naturlig växtlighet.